# Semîsotka (Semîsotka), Lenine
Semîsotka (în ucraineană Семисотка) este localitatea de reședință a comunei Semîsotka din raionul Lenine, Republica Autonomă Crimeea, Ucraina.

## Demografie
Componența lingvistică a localității Semîsotka
     Rusă (66,21%)
     Ucraineană (18,58%)
     Tătară crimeeană (13,46%)
     Belarusă (1,09%)
     Alte limbi (0,16%)
Conform recensământului din 2001, majoritatea populației localității Semîsotka era vorbitoare de rusă (66,21%), existând în minoritate și vorbitori de ucraineană (18,58%), tătară crimeeană (13,46%) și belarusă (1,09%).